# Борешница
Борѐшница (на гръцки: Παλαίστρα, Палестра, до 1926 година Μπορέσνιτσα, Боресница) е село в Република Гърция, в дем Лерин (Флорина), област Западна Македония.

## География
Селото е разположено в Леринското поле, на 10 километра източно от демовия център Лерин (Флорина) на Голема река (Росенска), приток на река Сакулева.

## История

### В Османската империя
В XIX век Борешница е българско село в Леринска каза на Османската империя. В „Етнография на вилаетите Адрианопол, Монастир и Салоника“, издадена в Константинопол в 1878 година и отразяваща статистиката на населението от 1873 година, Борешница (Boréchnitza) е посочено като село в Леринска каза със 150 домакинства с 375 жители българи.
Според статистиката на Васил Кънчов („Македония. Етнография и статистика“) в 1900 Борешница има 348 жители българи. В българското училище в Борешница в 1897 - 1898 година преподава революционерът Атанас Шишков от Пътеле.
На Етнографската карта на Битолския вилает на Картографския институт в София от 1901 година Борешница е чисто българско село в Леринската каза на Битолския санджак с 43 къщи.
В началото на XX век цялото село е под върховенството на Българската екзархия. По данни на секретаря на екзархията Димитър Мишев („La Macédoine et sa Population Chrétienne“) в 1905 година в селото има 344 жители, всичките българи екзархисти и в селото функционира българско училище.
След 1900 година се засилва емиграцията на жителите на Борешница в Америка, предимно в САЩ. Според българския търговски агент в Битоля Андрей Тошев към началото на 1904 година 28 души от селото са заминали на работа в Америка. През първите месеци на 1905 година е установено заминаването още 9 души.
При избухването на Балканската война в 1912 година един човек от Борешница е доброволец в Македоно-одринското опълчение.

### В Гърция
През войната селото е окупирано от гръцки части и след Междусъюзническата война попада в Гърция. За кратко селото е освободено от българската армия по време на Първата световна война, за да бъде отново върнато в Гърция по силата на Ньойския договор. Боривое Милоевич пише в 1921 година („Южна Македония“), че Борешница има 40 къщи славяни християни. В 1926 година е прекръстено на Палестра. Селото не пострадва силно по време на Гръцката гражданска война и само няколко души се изселват в Югославия и другите социалистически страни. След войната се засилва емиграцията отвъд океана особено в Австралия.
В Борешница има две църкви – „Свети Пророк Илия“, на чийто храмов празник е и селският събор, и „Йоан Богослов“.
| Име           | Име      | Ново име    | Ново име    | Описание                                                |
| ------------- | -------- | ----------- | ----------- | ------------------------------------------------------- |
| Росенска река | Ρεσαύσκα | Мегало Рема | Μεγάλο Ρέμα | реката, минаваща през Борешница, ляв приток на Сакулева |

### Преброявания
- 1913 – 375 души
- 1920 – 372 души
- 1928 – 447 души
- 1940 – 592 души
- 1951 – 638 души
- 1961 – 600 души
- 1971 – 421 души
- 2001 - 336 души
- 2011 - 289 души

## Личности
Родени в Борешница
- Атанас Попов (1871 – 1925), български революционер
- Георги Баничотов - Перикли (? – 25 юни 1947), гръцки комунист, екзекутиран в Лерин[14]
- Йоанис Воскопулос (р. 1957), гръцки политик, кмет на Лерин
- Христо Николов (1889 – ?), македоно-одрински опълченец, Втора рота на Осма костурска дружина[15]

Други
- Павлос Филипов Воскопулос (р.1964), гръцки политик, деец на партия Виножито, по произход от Борешница